# 大遐畜牧场
大遐畜牧场是位于中华人民共和国吉林省松原市乾安县东南部的一个以种植、畜牧为业的国有农场，由中共乾安县委、乾安县人民政府领导。辖区列为乾安县的一个类似乡级单位。
畜牧场总面积220平方公里，南北长60余公里，东西宽20公里左右。南接前郭县乌兰塔拉乡，东南与深井字牧场、红星牧场接壤，北临让字镇，西连乾安县社会草原。现有草原9万亩，耕地5700公顷。耕地中，以玉米种植为主，种植面积5000公顷。建有标准牧业小区2个，养殖场6个。总户数2050户，总人口5801人。

## 管理机构
畜牧场设有12个职能科室：办公室、农业科、畜牧科、计财科、劳资科、综治办、计生站、审计科、新农村建设办公室、社会保障所、社会事务管理办公室、移民办。8个直属单位：学校、卫生院、物资库、农电所、邮局、兽医院、电视站、民营站。上级相关部门派驻单位有警务室、城建所、司法所、土地所。

## 行政区划
畜牧场实际下设9个分场：推字分场、遐字分场、身字分场、息字分场、殊字分场、华字分场、南分分场、切字分场、映字分场。行政上，下辖以下地区：
大遐畜牧场虚拟生活区。